# Indianapolis Colts 1997
La stagione 1997 degli Indianapolis Colts è stata la 44ª della franchigia nella National Football League, la 14ª con sede a Indianapolis. I Colts conclusero con un record di 3 vittorie e 13 sconfitte, il peggiore della NFL. Guadagnarono così la prima scelta assoluta nel Draft NFL 1998 con cui scelsero il quarterback Peyton Manning.

## Roster
| Roster degli Indianapolis Colts nel 1997 |
| --- |
| Quarterback - 4 Jim Harbaugh - 13 Kelly Holcomb - 11 Paul Justin Running Back - 32 Zack Crockett FB - 28 Marshall Faulk - 33 Clif Groce FB - 44 Chris Hetherington FB - 20 Leon Neal - 21 Lamont Warren Wide Receiver - 80 Aaron Bailey KR - 87 Sean Dawkins - 15 Chris Doering - 88 Marvin Harrison - 18 Nate Jacquet - 10 Kaipo McGuire - 86 Brian Stablein PR Tight End - 85 Ken Dilger - 81 Marcus Pollard - 84 Scott Slutzker Offensive Linemen - 66 Eugene Chung G - 78 Tarik Glenn T - 58 Jay Leeuwenburg C - 73 Adam Meadows T - 79 Tony Mandarich T - 67 Jason Mathews G - 71 Kipp Vickers T - 72 Derek West T - 64 Doug Widell G Defensive Linemen - 98 Dan Footman DE - 62 Ellis Johnson DE - 90 Steve Martin DT - 61 Tony McCoy DT - 92 Carl Powell DE - 97 Kendel Shello DE - 95 Bernard Whittington DT Linebacker - 50 Elijah Alexander OLB - 56 Tony Bennett OLB - 53 Sammie Burroughs MLB - 55 Quentin Coryatt OLB - 59 Steve Grant MLB - 52 Steve Morrison OLB - 51 Scott Von der Ahe OLB Defensive Back - 29 Jason Belser FS - 25 Robert Blackmon S - 26 Carlton Gray CB - 30 Derwin Gray - 23 Dedric Mathis CB - 40 Ray McElroy SS - 36 Damon Watts Special Team - 83 Bradford Banta LS - 14 Cary Blanchard K - 17 Chris Gardocki P Lista delle riserve - 37 Abu Wilson RB (IR) - 46 Phillip Ward LB (IR) - 69 Clay Williams OL (IR) |
| Legenda - I rookie sono in corsivo. - Il primo ruolo è il principale mentre gli eventuali successivi indicano i ruoli secondari. - (IR) sta per Injured Reserve ed indica la lista ristretta per un solo giocatore infortunato che può tornare ad allenarsi dopo la settimana 6 e a rientrare in prima squadra dopo che questa ha giocato 8 partite. - (NF-Inj.) / (NF-Ill.) stanno rispettivamente per Non-Football Injured e Non-Football Illness ed indicano le liste dove viene inserito un giocatore che ha un infortunio o una malattia non dipendente dal football americano. - (PUP) sta per Physically Unable to Perform ed indica la lista dove viene inserito un giocatore mentre è in attesa di recuperare la condizione fisica. Nella stagione regolare dopo la sesta partita giocata dalla propria squadra, il giocatore ha tempo tre settimane per riprendere ad allenarsi, più tre settimane aggiuntive dal suo rientro agli allenamenti per rientrare in prima squadra. |

Fonte:

## Calendario
| Stagione regolare |                    |                         |                    |                    |                      |                    |                    |
| Turno             | Data               | Avversario              | Risultato          | Record             | Stadio               | Pubblico           |                    |
| 1                 | 31 agosto 1997     | at Miami Dolphins       | S 10–16            | 0–1                | Pro Player Stadium   | 70,813             |                    |
| 2                 | 7 settembre 1997   | New England Patriots    | S 6–31             | 0–2                | RCA Dome             | 53,632             |                    |
| 3                 | 14 settembre 1997  | Seattle Seahawks        | S 3–31             | 0–3                | RCA Dome             | 49,194             |                    |
| 4                 | 21 settembre 1997  | at Buffalo Bills        | S 35–37            | 0–4                | Rich Stadium         | 55,340             |                    |
| 5                 | Settimana di pausa | Settimana di pausa      | Settimana di pausa | Settimana di pausa | Settimana di pausa   | Settimana di pausa | Settimana di pausa |
| 6                 | 5 ottobre 1997     | New York Jets           | S 12–16            | 0–5                | RCA Dome             | 48,295             |                    |
| 7                 | 12 ottobre 1997    | at Pittsburgh Steelers  | S 22–24            | 0–6                | Three Rivers Stadium | 57,925             |                    |
| 8                 | 20 ottobre 1997    | Buffalo Bills           | S 6–9              | 0–7                | RCA Dome             | 61,139             |                    |
| 9                 | 26 ottobre 1997    | at San Diego Chargers   | S 19–35            | 0–8                | Jack Murphy Stadium  | 63,177             |                    |
| 10                | 2 novembre 1997    | Tampa Bay Buccaneers    | S 28–31            | 0–9                | RCA Dome             | 58,512             |                    |
| 11                | 9 novembre 1997    | Cincinnati Bengals      | S 13–28            | 0–10               | RCA Dome             | 58,473             |                    |
| 12                | 16 novembre 1997   | Green Bay Packers       | V 41–38            | 1–10               | RCA Dome             | 60,928             |                    |
| 13                | 23 novembre 1997   | at Detroit Lions        | S 10–32            | 1–11               | Pontiac Silverdome   | 62,803             |                    |
| 14                | 30 novembre 1997   | at New England Patriots | S 17–20            | 1–12               | Foxboro Stadium      | 58,507             |                    |
| 15                | 7 dicembre 1997    | at New York Jets        | V 22–14            | 2–12               | The Meadowlands      | 61,168             |                    |
| 16                | 14 dicembre 1997   | Miami Dolphins          | V 41–0             | 3–12               | RCA Dome             | 61,282             |                    |
| 17                | 21 dicembre 1997   | at Minnesota Vikings    | S 28–39            | 3–13               | Metrodome            | 54,107             |                    |

## Classifiche
| AFC East                 |    |    |   |      |     |     |     |
|                          | V  | S  | P | %    | PF  | PS  | STR |
| (3) New England Patriots | 10 | 6  | 0 | .625 | 369 | 289 | V1  |
| (6) Miami Dolphins       | 9  | 7  | 0 | .563 | 339 | 327 | S2  |
| New York Jets            | 9  | 7  | 0 | .563 | 348 | 287 | S1  |
| Buffalo Bills            | 6  | 10 | 0 | .375 | 255 | 367 | S3  |
| Indianapolis Colts       | 3  | 13 | 0 | .188 | 313 | 401 | S1  |